# Collégiale royale Sainte-Marthe de Tarascon
La collégiale royale Sainte-Marthe est une église romane située à Tarascon dans le département français des Bouches-du-Rhône en région Provence-Alpes-Côte d'Azur.

## Historique
L'église Sainte-Marthe fut érigée aux XIe et XIIe siècles en l'honneur de Marthe de Béthanie, venue de Palestine avec les Trois Maries et qui dompta la Tarasque, un monstre amphibien qui terrorisait la population de Tarascon.
Elle fut consacrée le ler juin 1197, par Imbert d'Eyguières, archevêque d'Arles, assisté de Rostaing de Marguerite, évêque d'Avignon.
L'église fut reconstruite au XIVe siècle, remaniée au XVe siècle et au XVIIe siècle, endommagée en 1944 et restaurée. 
Le sanctuaire, dont la crypte renferme le tombeau de sainte Marthe, fut élevé au titre de collégiale royale par Louis XI en 1482.
La collégiale royale Sainte-Marthe de Tarascon fait l’objet d’un classement au titre des monuments historiques par la liste de 1840. Elle figure donc sur la première liste de monuments historiques français, la liste des monuments historiques protégés en 1840.
Le clocher, bombardé en 1944, est reconstruit à l'identique en 1970. En 1979, l'église basse est entièrement débaroquisée et réaménagée sur ordre des Monuments historiques,.

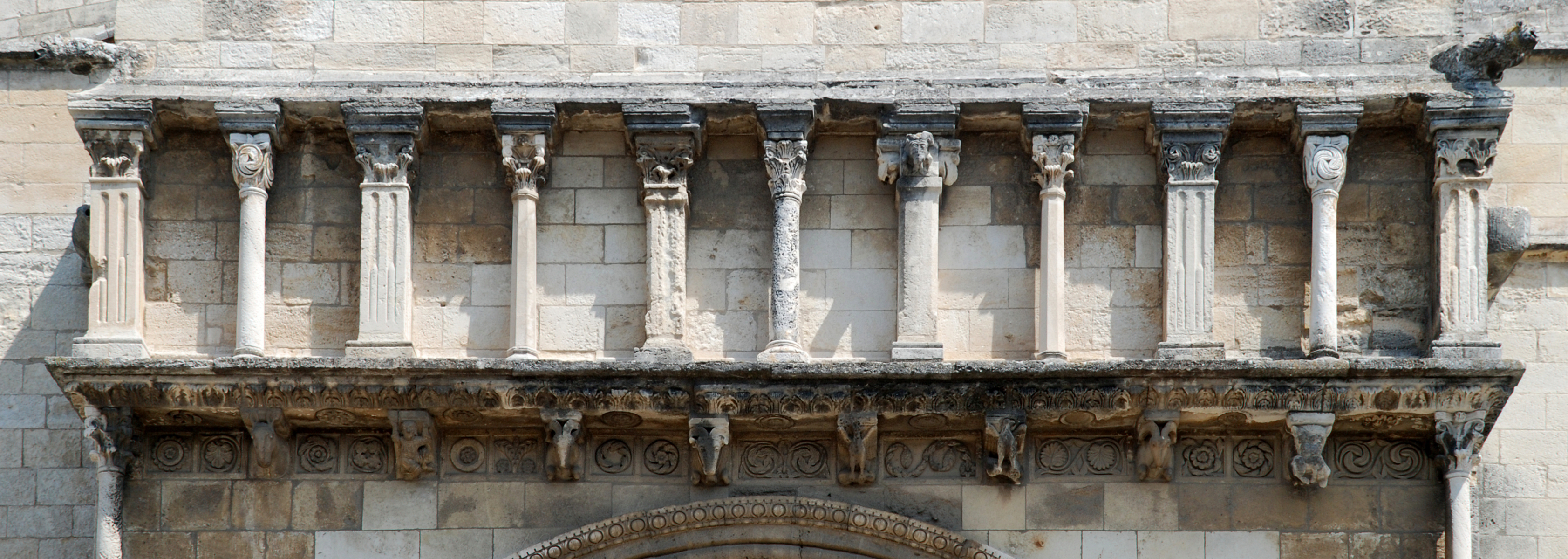
La fausse galerie surmontant le portail méridional.

## Archiprêtres de Tarascon
Liste des prêtres s'étant succédé à l'archiprêtré de Tarascon depuis la restauration du culte en 1802.
1. 1802-1833 : Jean-Baptiste Reynaud
2. 1833-1882 : Honoré Bondon, chanoine [7]
3. 1882 : Henri Eisseris (nomination non agréée par le gouvernement)
4. 1882-1889 : André-Noël Michel[8], chanoine
5. 1889-1907 : Barthélemy Bastard, chanoine
6. 1907-1937 : Antoine Prat, chanoine
7. 1937-1956 : Léon Reynaud, chanoine
8. 1956-1974 : Pierre-Marie Boulat, chanoine
9. 1974-1992 : Jean Esparvier
10. 1992-1998 : Bernard Wauquier
11. 1998-2014 : Michel Cicculo
12. Depuis 2014 : Michel Savalli

## Architecture

### Le portail
Comme nombre d'édifices relevant de l'art roman provençal, l'église Sainte-Marthe de Tarascon présente une décoration inspirée de l'antique, en particulier au niveau du portail méridional et de la fausse galerie qui le surmonte :
- portail du XIIe siècle :
  - frises d'oves sur l'archivolte du portail
  - entablement à l'antique surmontant les chapiteaux du portail, avec frise de feuilles d'acanthe
- fausse galerie surmontant le portail :
  - pilastres cannelés, colonnes au fut rond ou polygonal, chapiteaux à feuilles d'acanthe
  - entablement à l'antique avec frise de feuilles d'acanthe
  - rosaces sous la galerie

La fausse galerie est supportée par des modillons typiquement romans, ornés d'aigles et de têtes d'ânes et de béliers. À ses extrémités, elle est soutenue par deux élégantes colonnettes supportées par des têtes de bovidés.

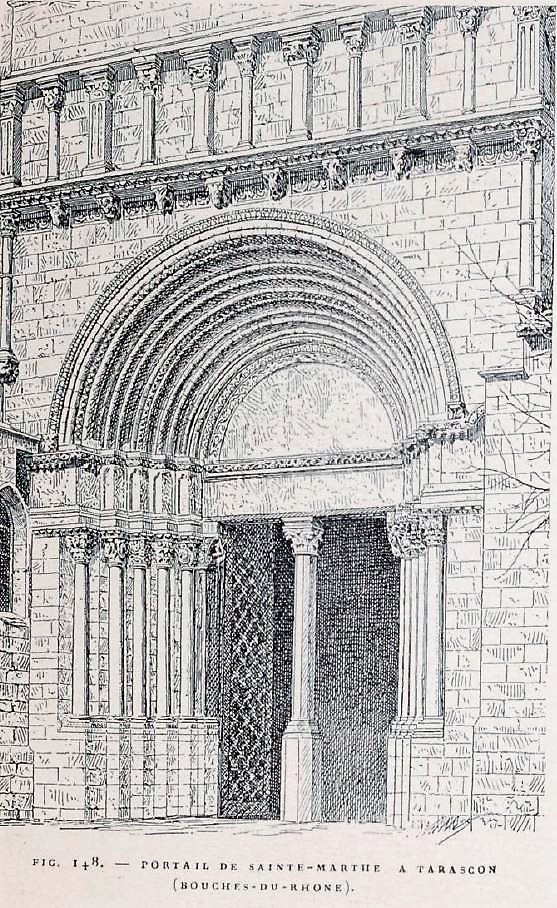
Le portail dessiné en 1888 par Édouard Corroyer (1835-1904).
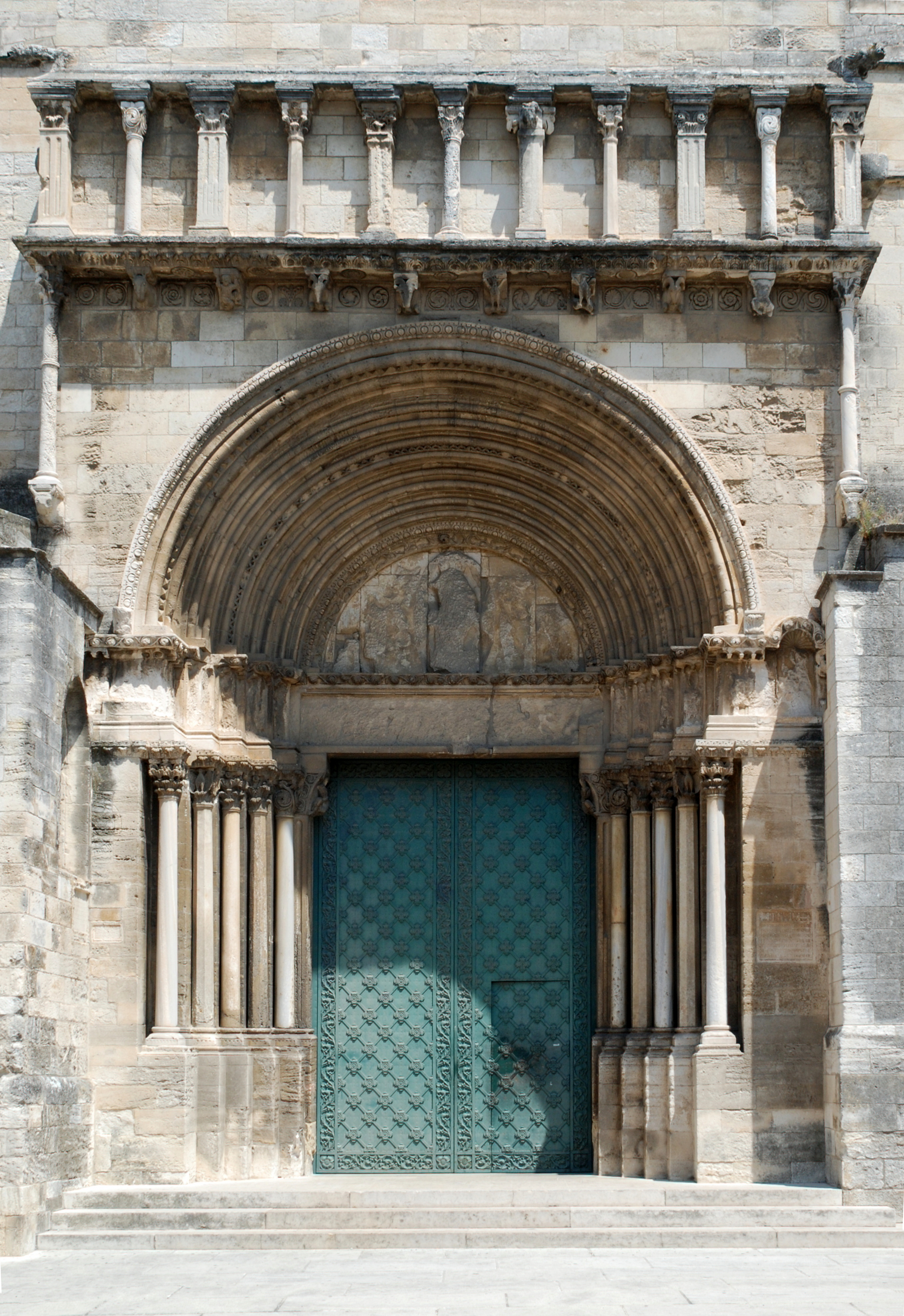
Le portail méridional.
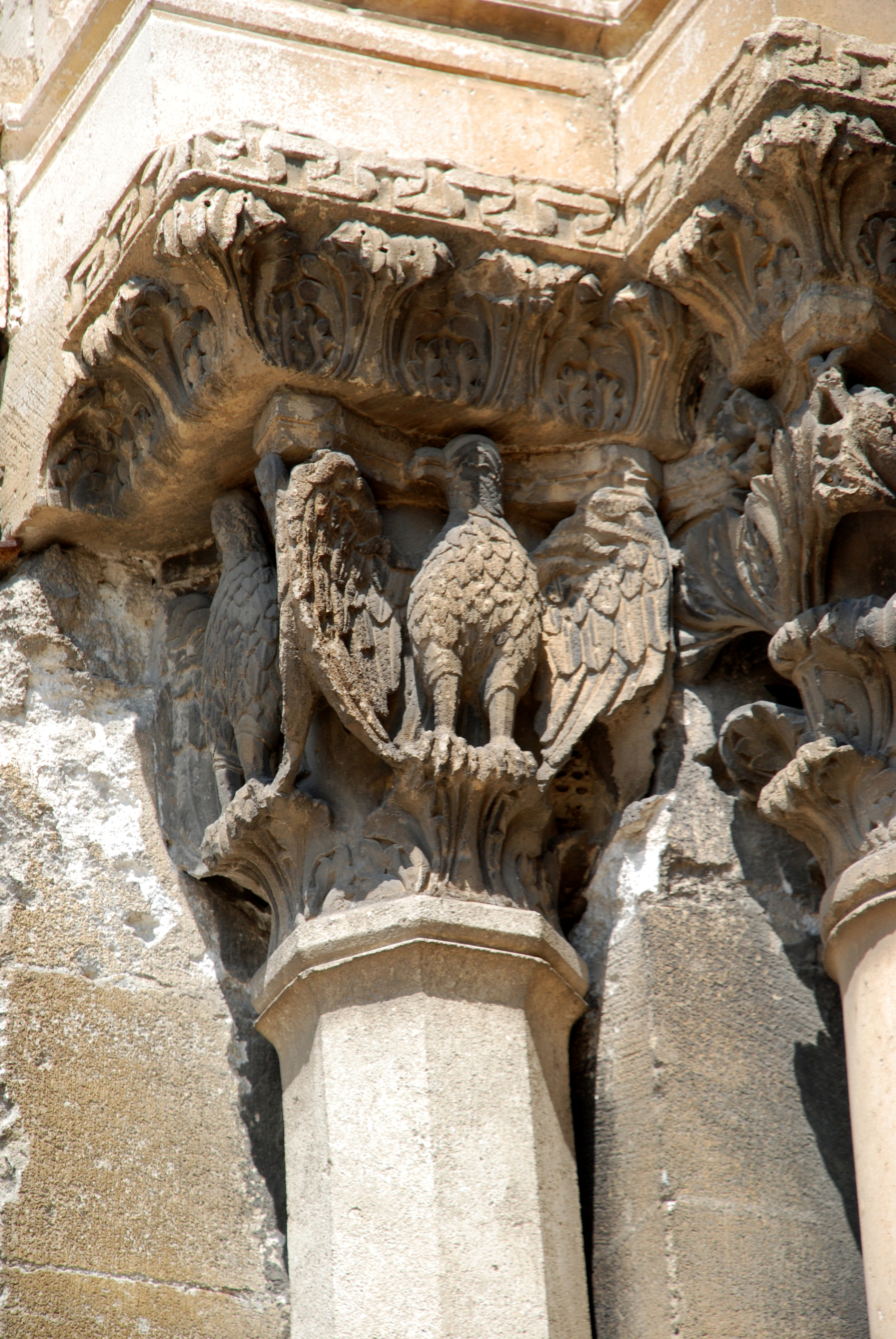
Chapiteau surmonté d'une frise de feuilles d'acanthe.
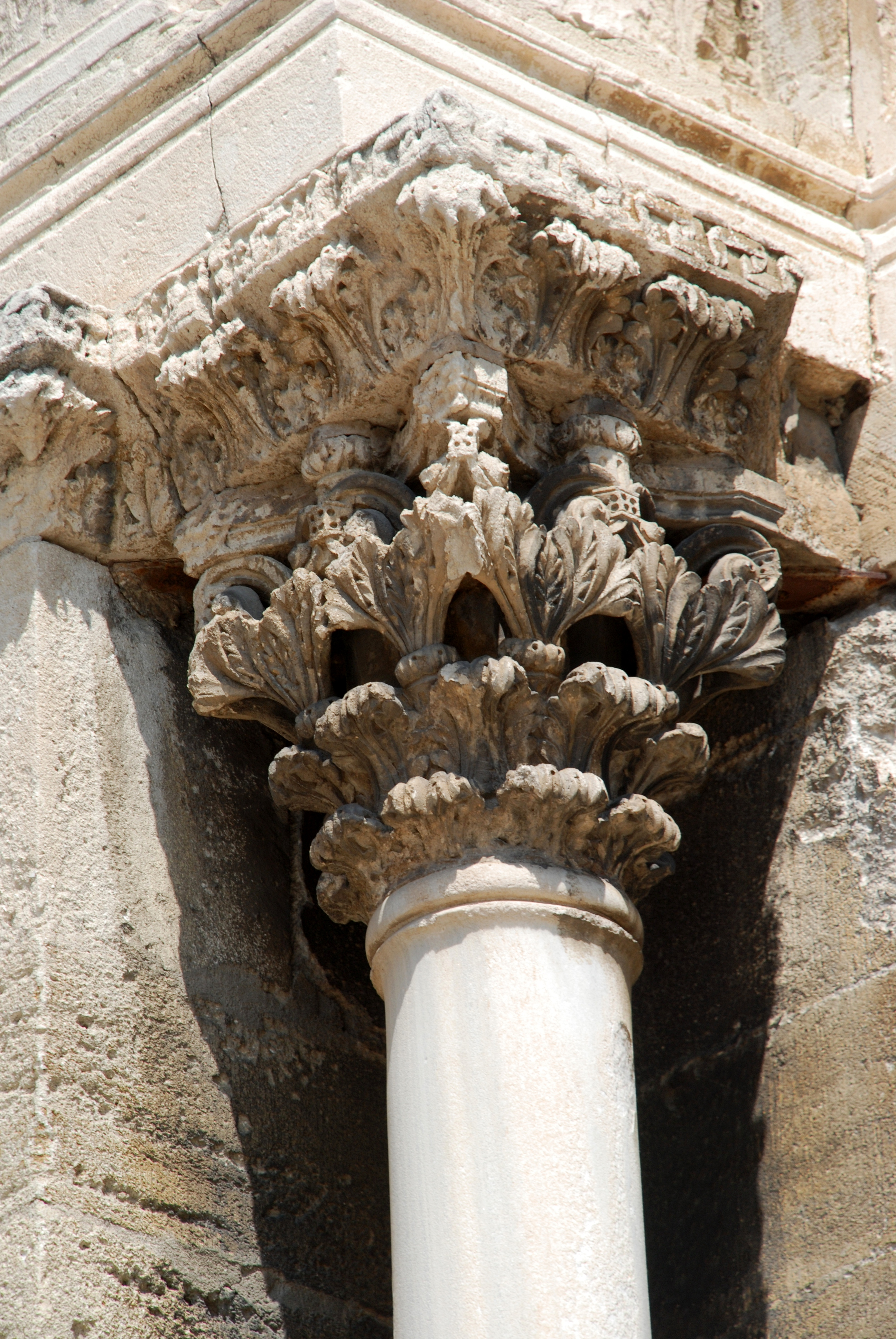
Chapiteau à feuilles d'acanthe.
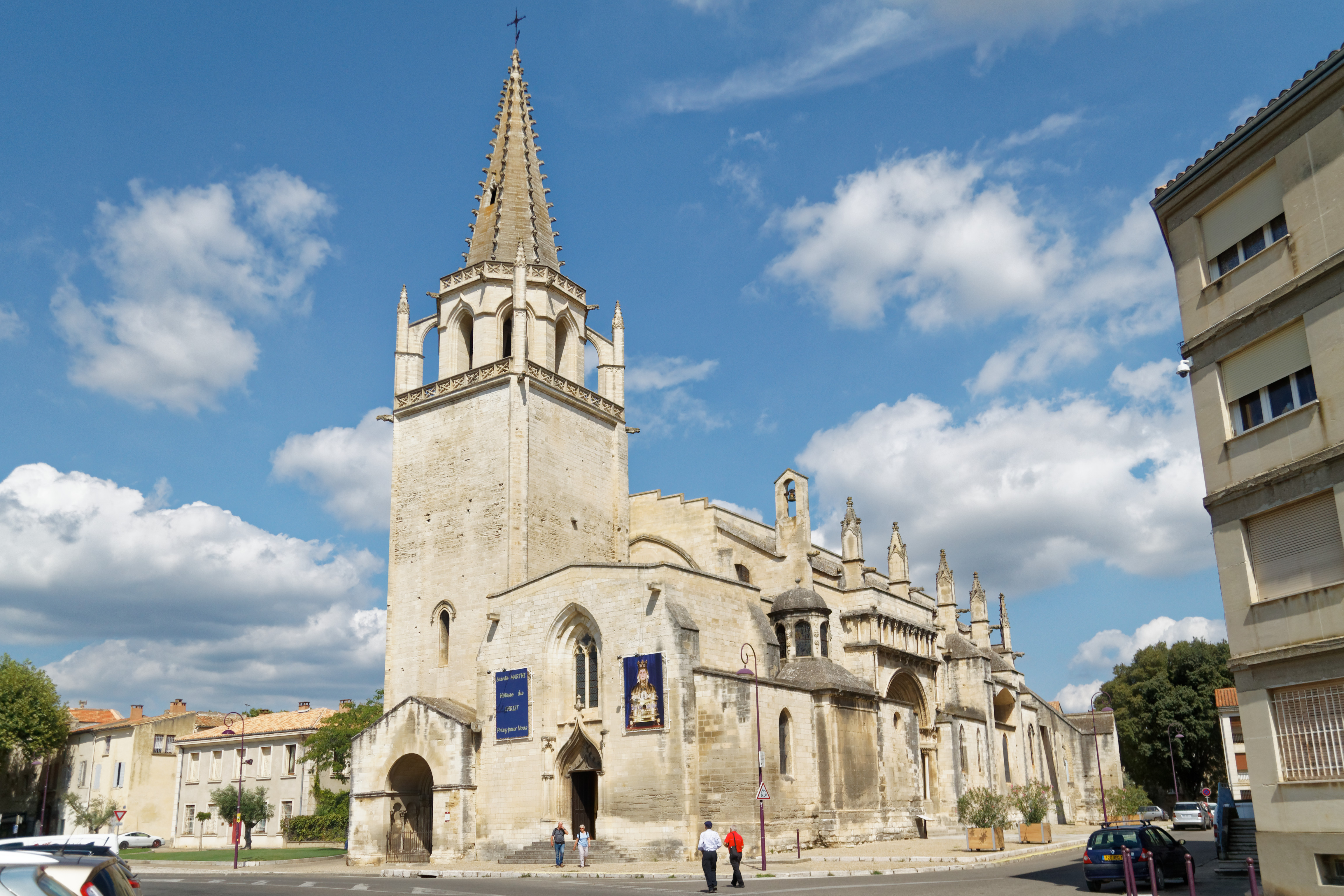
Vue d'ensemble de la collégiale.

### La crypte
La crypte, remaniée au XVIIe siècle, contient un autel pré-roman ainsi que le mausolée de sainte Marthe.

## L'orgue Boisselin-Moitessier

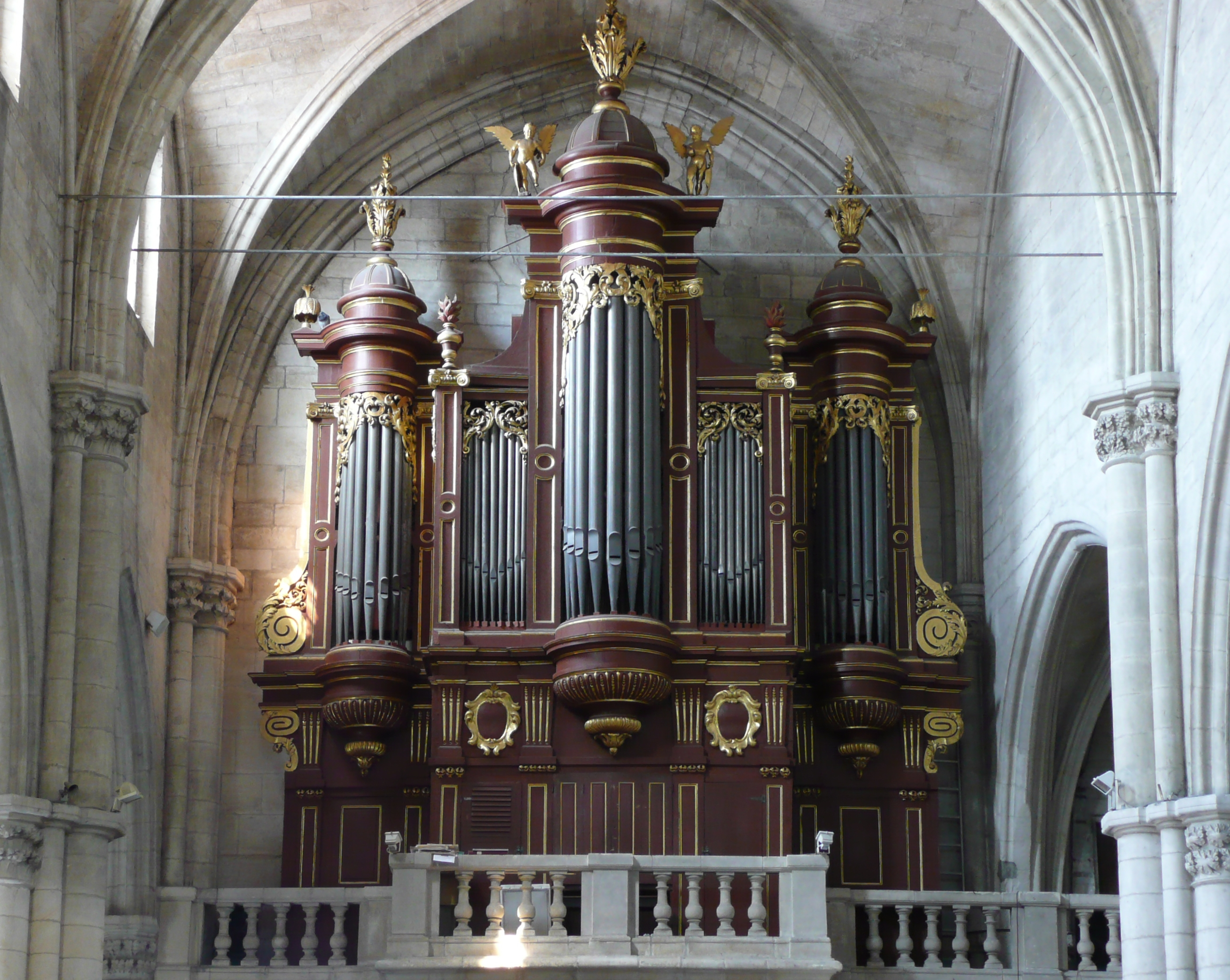

L'orgue Boisselin-Moitessier de la collégiale royale Sainte-Marthe de Tarascon a vu se succéder les plus grands facteurs d'orgues provençaux : Marchand, Boisselin, les Isnard, Moitessier.
Son buffet est un des plus beaux buffets Louis-quatorzien de Provence et le seul buffet polychrome connu du facteur d'orgues Charles Boisselin.
Il est classé Monument Historique au titre immeuble par destination, par la liste de 1840.

## Source
- Orgues, le chœur des Anges par Jean-Michel Sanchez (textes) et Olivier Placet (photos), Le Bec en l’Air  (ISBN 2-916073-01-9)